# Slágertévé
A Slágertévé a Magyar Televízió történetének egyik legsikeresebb műsora. A kéthetente jelentkező zenés műsorban legendás énekesek és fiatal színészek adtak elő nagy sikerű magyar illetve külföldi slágereket magyar szöveggel (például ABBA-dalok, Szenes Iván magyar szövegével).

## Története
A műsor 1999-től 2002-ig volt látható, kéthetente, vasárnap esténként az M1 képernyőjén.
Az első adás 1999. november 28-án volt, a második december 12-én. A harmadik rész 2000. január 9-én ment le, ezután minden két hétben volt műsor (váltotta egymást a Rögtön című műsorral.) Az utolsó Slágertévé 2002. január 27-én este volt adásban. Összesen 53 alkalommal jelentkezett a képernyőn. Ez a műsor a Magyar Televízió történetének legsikeresebb műsorai közé tartozik, közel két millióan nézték hétről hétre. A nagy siker ellenére a megszűnése óta nem tűzte műsorára az MTV, 2010 júniustól a Nóta TV elölről vetíti az adásokat és időnként az Önök kérték című műsorban láthatunk egy-egy rövid részletet belőle.2014-ben az M3 retró csatorna Kovács Kati 70.Születésnapja alkalmából elkezdte újra vetíteni a sorozatot.

## A műsorról

### Műsorvezető
- Kovács Kati
- Haumann Péter

### Fellépők
- Aradszky László
- Auksz Éva
- Balázs Fecó
- Balázs Klári
- Bangó Margit
- Bánsági Ildikó
- Bessenyei Ferenc
- Bodrogi Gyula
- Bubik István
- Csala Zsuzsa
- Charlie
- Csepregi Éva
- Cserháti Zsuzsa
- Csongrádi Kata
- Csonka András
- Csutka István
- Détár Enikő
- Dobos Attila
- Eszményi Viktória
- Esztergályos Cecília
- Farkas Bálint
- Gáspár Sándor
- Gergely Róbert
- Harangozó Teri
- Harkányi Endre
- Harsányi Gábor
- Haumann Péter
- Heilig Gábor
- Hegyi Barbara
- Hirtling István
- Kabos László
- Kaszás Attila
- Kern András
- Koós János
- Korda György
- Kovács Kati
- Kováts Adél
- Lorán Lenke
- Mary Zsuzsi
- Mihályi Győző
- Miller Zoltán
- Mikó István
- Németh József
- Payer András
- Psota Irén
- Straub Dezső
- Szerednyey Béla
- Törőcsik Mari
- Ullmann Mónika
- Varga Miklós
- Vágó István
- Verebély Iván
- Voith Ági
- Zalatnay Sarolta
- Záray Márta és még sokan mások.

## Érdekesség
Az egyik szilveszteri műsorra (2000. december 31-én volt, 20.00-tól, "Slágertévé – Szilveszterkor is" címmel) írta meg Szenes Iván a Csak az első kétezer év a nehéz című dalt.
Részlet a dalból:
Ezredéve egyfolytában,
itt vagyunk mi Európában.
És ha jól megy nemsokára…
Hozzá tartozunk…!
Csak az első kétezer év a nehéz…
Azután már sétagalopp az egész!
Velünk együtt énekel egy ország:
Csak az első 2000, csak az első 2000, csak az első 2000 év nehéz!